# 李锐 (1957年)
李锐（1957年2月—），男，回族，宁夏海原人，中华人民共和国政治人物，曾任中共宁夏回族自治区党委常委、宁夏回族自治区人大常委会副主任。